# Cueva Crystal
Cueva Crystal o Cueva de Cristal (del inglés: Crystal Cave) es la más famosa de las muchas cavernas subterráneas de las Bermudas. Se encuentra en la parroquia de Hamilton, cerca de Castle Harbour. La cueva es de aproximadamente 500 m de largo y 62 m de profundidad, Bajo 19 - 20 m por debajo del nivel del mar. La cueva se formó por encima del nivel del mar y, como el nivel del mar subió, muchos espeleotemas, que se formaron en el aire, ahora están bajo el nivel del agua.
Una atracción turística desde 1907, fue descubierta en 1905 por Carl Gibbons y Hollis Edgar, dos niños de 12 años de edad, que buscaban una pelota.